# Tiribazos
Tiribazos († um 362 v. Chr.) war am Anfang des 4. Jahrhunderts v. Chr. ein Politiker und Feldherr des persischen Achämenidenreichs. Im Jahr 387 v. Chr. verkündete er in Sardes den so genannten Königsfrieden.

## Leben
Tiribazos stand beim persischen Großkönig Artaxerxes II. in hohem Ansehen und war zu jener Zeit Satrap des westlichen Armenien, als Kyros der Jüngere mit Hilfe griechischer Söldner seinen älteren Bruder, den Großkönig, stürzen wollte, aber 401 v. Chr. in der Schlacht bei Kunaxa fiel. Tiribazos rettete den Großkönig bei Kunaxa und gestattete den geworbenen Söldnern freien Rückzug durch seine Satrapie. Er wollte sie dann aber auf einem auf ihrem Weg liegenden Bergpass überfallen. Doch die Griechen bekamen davon Wind, setzten sich rasch zur Sicherung des Passes in Bewegung, schlugen die Feinde in die Flucht und eroberten sogar das Zelt des Satrapen.
Nachdem Sparta im Peloponnesischen Krieg Athen besiegt und als Hegemonialmacht abgelöst hatte, versuchte es seinen Einfluss auch in den griechisch besiedelten Küstengebieten Kleinasiens geltend zu machen. Ein spartanisches Heer unter König Agesilaos II. besiegte 395 v. Chr. den damaligen Satrapen Tissaphernes am Paktolos, woraufhin Tissaphernes u. a. wegen dieser Niederlage auf Befehl des persischen Großkönigs vom Chiliarchen Tithraustes umgebracht wurde. Um 393 v. Chr. wurde Tiribazos Tithraustes’ Nachfolger als Karanos (Generalstatthalter der westlichen Satrapien) in Kleinasien und wahrscheinlich auch Satrap von Lydien, dessen Hauptstadt Sardes war.
Da Athen unter Führung Konons Spartas Vormachtstellung in Griechenland ernsthaft gefährdete, erschien der spartanische Politiker Antalkidas 392 v. Chr. am Hof Tiribazos’, um eine umfassende Friedensregelung anzuregen. Die anschließende Friedenskonferenz, zu der auch Gesandte anderer griechischer Staaten, u. a. Konon, kamen, scheiterte. Antalkidas konnte indessen Tiribazos für die spartanische Sache gewinnen und erhielt von ihm Geld für den Bau einer neuen Flotte, während Konon auf Tiribazos’ Befehl festgenommen wurde. Konon konnte zu König Euagoras nach Zypern entkommen, wo er bald starb. Am Hof des Großkönigs setzten sich nun jedoch zunächst die anti-spartanischen Kräfte durch, die in Athen die geringere Gefahr sahen. Tiribazos wurde 391 v. Chr. abberufen und durch Struthas ersetzt, der eine spartafeindliche Politik betrieb.
Bereits 388 v. Chr. erhielt Tiribazos seine Satrapie Lydien zurück und begab sich im Winter 388/87 v. Chr. gemeinsam mit dem bei ihm wiedererschienenen Antalkidas nach Susa an den Hof des Großkönigs Artaxerxes II., der sich schließlich überreden ließ, eine nach seinen eigenen Vorstellungen gestaltete Friedensregelung zu erlassen und für deren Einhaltung zu garantieren. So kam letztlich ein Vertrag zustande, der als erstes Beispiel eines Allgemeinen Friedens gilt. Im Herbst 387 v. Chr. verkündete Tiribazos in Sardes den Gesandten vieler griechischer Staaten den Königs- oder Antalkidasfrieden. Dieser erkannte die persische Oberhoheit über die kleinasiatischen Griechenstädte sowie die Inseln Zypern und Klazomenai an. Darüber hinaus forderte er die Autonomie aller griechischen Poleis und die Auflösung aller Symmachien mit Ausnahme des von Sparta dominierten Peloponnesischen Bundes. Allen Städten, die sich weigerten, diesen Frieden zu beschwören, drohte Tiribazos im Namen des Großkönigs Gewalt an. Mit Persien als Garantiemacht sicherte der  Königsfrieden noch einmal für wenige Jahre die spartanische Vorherrschaft.
386/85 v. Chr. kommandierte Tiribazos ein persisches Flottenunternehmen gegen König Euagoras von Salamis auf Zypern, während der Satrap von Armenien, Orontes, den Befehl über die dabei eingesetzten Landtruppen erhielt. Sie besiegten Euagoras und belagerten ihn in Salamis. Doch dann wurde Tiribazos auf die Anklage des Orontes hin, mit Euagoras verhandelt zu haben, an den persischen Hof zurückgerufen, wo er sich verantworten sollte. Nach dem Bericht von Plutarch begleitete Tiribazos den Großkönig nun 384 v. Chr. auf dessen Feldzug gegen die Kadusier und leistete ihm dabei gute Dienste, indem er den beiden Königen der Kadusier gegenseitiges Misstrauen einflößte, so dass sie getrennt voneinander um Frieden baten. Wohl erst nach der Rückkehr von diesem Krieg fand der Prozess gegen Tiribazos statt, der nicht nur seinen Freispruch erreichte, sondern auch große Ehrungen erfuhr.
Zu einem nicht genauer bekannten Zeitpunkt – häufig wird etwa 362 oder 361 v. Chr. angenommen – stiftete Tiribazos den persischen Thronfolger Dareios zu einem Komplott gegen seinen Vater an. Doch König Artaxerxes II. erfuhr durch den Verrat eines Eunuchen von dieser Verschwörung, woraufhin sowohl Dareios als auch Tiribazos getötet wurden.